# Ecodependencia
La ecodependencia hace referencia a la relación que existe entre los seres vivos y los ecosistemas en los que viven. Este concepto establece la condición por la que los seres humanos necesitan de la naturaleza y están sujetos a sus condiciones y limitaciones, de lo que se deriva que la destrucción del medio ambiente implica también la de los seres vivos, incluida la humanidad.

## Utilización del concepto
Concepto utilizado desde el marco de la educación ecosocial, por ambientalistas, ecofeministas para explicar que los seres vivos, en general, y los seres humanos, en particular, dependen de la naturaleza, porque la vida está encarnada en cuerpos que necesitan cuidados. Todos los recursos y bienes que utilizan los seres humanos para sus actividades, salen de la naturaleza. La naturaleza está sujeta a límites físicos, por lo que la vida humana también está sujeta a límites. Los seres humanos están en una cadena trófica que, si se interrumpe, será complicado seguir en la Tierra como especie. Ninguna persona, ninguna sociedad puede vivir al margen de la naturaleza, entre otras cosas porque, como seres vivos, son naturaleza.
Los seres humanos somos radicalmente ecodependientes. Somos naturaleza y no podemos vivir al margen de ella. La asunción del planeta Tierra como un lugar con límites físicos conduce de forma inevitable a concluir que es imposible el crecimiento infinito de un metabolismo económico que requiera energía, materiales o productos y servicios de los ciclos de la naturaleza y que genere cantidades crecientes de residuos. Pero, además, los seres humanos somos también seres interdependientes. Durante toda la vida, pero sobre todo en algunos momentos del ciclo vital (infancia, vejez, diversidad funcional o enfermedad) las personas no podríamos sobrevivir si no fuese porque otras dedican tiempo de trabajo a cuidar de que la vida cotidiana sea posible para quienes no pueden autocuidarse. 
El sistema económico dominante ha crecido sin tener en cuenta las insoslayables relaciones de ecodependencia e interdependencia, sin visibilizar ni contemplar dos rasgos consustanciales para la supervivencia de los seres humanos: la consideración de los límites y la vulnerabilidad de cada vida humana. La economía convencional se basa en la creencia de que los individuos son autónomos respecto a la naturaleza y al resto de personas. Apenas un par de siglos funcionando bajo esta lógica ha generado un profundo declive de la energía fósil y de muchos materiales sin los cuales no se sostiene el metabolismo económico global, un cambio climático que amenaza con expulsar a una buena parte del mundo vivo, incluida la especie humana, un deterioro generalizado de los ciclos y servicios de los ecosistemas y una creciente crisis de reproducción cotidiana de la vida. Nada, ni siquiera la economía industrial, puede crecer de manera indefinida. La economía industrial es entrópica, no es circular.

## Derivadas de la ecodependencia
Según la antropóloga Yayo Herrero, la ecodependencia tiene tres derivadas importantes:
- el territorio no es solo el decorado en el que vive una comunidad. No es solo el soporte que pisamos, delimitable a través de una línea más gruesa en un mapa o de una valla física. El territorio es un tejido vivo, que se autoorganiza, en el que la vida se reproduce y cambia. Dado que la economía es un subconjunto de ese proceso vivo y no al revés, conviene que las constituciones blinden y protejan, no tanto la propiedad, sino el mantenimiento de los bienes comunes limitados y parcialmente agotados del territorio, que para que puedan ser de todos, precisan no ser de nadie.
- un territorio nunca está aislado, fenómenos como el cambio climático, la contaminación o el declive del agua dulce no conocen fronteras. Los países occidentales tienen una profunda dependencia material de los países africanos y de América Latina, donde existen guerras formales e informales por los recursos que expulsan a pueblos enteros del lugar que habitan.
- las personas no pueden existir si no se garantiza y protegen los vínculos y relaciones (infancia, vejez, enfermedad, diversidad funcional, momentos críticos vitales, etc.) necesarios para asegurar la supervivencia de los cuerpos vulnerables y finitos en los que se encarna la vida humana. No existen los individuos completamente autónomos, sino que los seres humanos son interdependientes. Tradicionalmente las cuidadoras han sido las mujeres, no porque estén mejor dotadas genéticamente para hacerlo sino porque las sociedades patriarcales asignan de forma no libre estas funciones a través de mecanismos económicos, simbólicos y políticos, ocultando e invisibilizando la importancia vital de estas funciones. .

## Educación y ecodependencia
En la literatura de la educación ambiental hay un claro consenso en que hay que trabajar con un pensamiento sistémico-complejo, iluminado por la conciencia de ecodependencia, que ponga en juego las dimensiones cognitiva, afectiva, física y espiritual del ser humano para tejer una ciudadanía planetaria.
El problema es que el enfoque sistémico-complejo choca con la compartimentación del saber presente tanto en la formación de profesionales como en las propuestas curriculares institucionales. Por eso es prioritario romper con esa atomización, superando la disociación entre lo natural y lo social, y trabajando con una visión más global e integrada en el sentido del paradigma de la complejidad de Edgar Morin. En el trabajo con eco-socio-sistemas resulta básico comprender el funcionamiento de la circulación de materiales y del flujo de energía planetarios, y cómo la actividad humana está integrada en esos ciclos y flujos, dependiendo de ellos, lo que vendría a ser la ecodependencia.
Se trataría de sustituir el enfoque atomizado, enciclopédico, aditivo, reduccionista y simplificador, centrado en el ecosistema o en el sistema social como una mera suma de elementos y en la disociación entre los mismos, superando la idea mecanicista de las relaciones causales lineales (causa-efecto) mediante la construcción de la noción de interacción y de redes (redes tróficas, redes sociales, diferenciación entre organizaciones piramidales y organizaciones horizontales en función de su resiliencia, etc.); centrándose más en las interacciones que suponen complementariedad (simbiosis, cooperación, solidaridad) por su papel determinante para la organización del eco-socio-sistema, que en las relaciones de antagonismo (depredación, competencia, lucha de todos contra todos), que son las más populares en las sociedades patriarcales y capitalistas occidentales.
En la educación para el desarrollo sostenible, el concepto de sostenibilidad es un tópico organizador; en la educación ecosocial lo son las nociones de ecodependencia, interdependencia o la sostenibilidad de la vida; en la educación decrecentista los conceptos de límites biofísicos, decrecimiento y colapso. Tal diversidad teórica debe trasladarse a la programación y al desarrollo de prácticas educativas concretas que faciliten el cambio de la mentalidad y de la conducta de la población. Pero no resulta fácil plasmar los grandes principios en forma de contenidos educativos, si no se realiza, previamente, un debate profundo sobre el significado de los tópicos que fundamentan y nuclean las diferentes perspectivas de la Educación Ambiental.
La educación ecosocial asocia el conocido discurso de la sostenibilidad con un nuevo elemento: la necesidad de incrementar la resiliencia de la población. Los principios básicos de la educación ecosocial serían comprender la ecodependencia de la humanidad respecto de la Tierra (asociado a una ecoalfabetización); y comprender la interdependencia entre las personas (fomento de las habilidades sociales, de los cuidados y de las relaciones de complementariedad).